# Section philologique de l'IEC
La Section philologique de l'IEC (en catalan : Secció Filològica) est l'une des cinq sections de l'Institut d'Estudis Catalans (IEC) et l'une des trois premières créées par l'Institut en 1911, avec la Section d'histoire et d'archéologie et la Section des sciences (section aujourd'hui remplacée par trois sections). La section se consacre aux études philologiques de la langue catalane.

## Historique
La section de philologie de l'IEC a été fondée en 1911, avec Antoni Maria Alcover comme premier président, et remplit la fonction d'Académie de la langue catalane. Cette fonction consiste en l'étude scientifique de la langue, l'établissement de la normalisation linguistique et le suivi de l'application de cette normalisation dans les territoires de langue et culture catalanes.
Antoni Maria Alcover et Pompeu Fabra travaillent ensemble pour publier une série de règles orthographiques qui seront validées en 1913 par tous les membres de la section (à l'exception d'Àngel Guimerà et d'autres personnalités notables) et qui deviendront la base du catalan écrit moderne qui est celui qui est utilisé aujourd'hui.
En 1917, est publié le Diccionari Ortogràfic de l'Institut, irrémédiablement lié au responsable du projet Pompeu Fabra. C'est un ouvrage très complet régulièrement réédité jusqu'en 1937.
Cet ouvrage et d'autres publications sont à la base de la publication, en 1932, du Dictionnaire général de la langue catalane (en catalan : Diccionari General de la Llengua Catalana) œuvre également de Pompeu Fabra, et qui devient l'ouvrage de référence de la langue catalane.
Le champ d'application s'étend officiellement aux territoires de langue et la culture catalanes. Les pouvoirs normatifs sont acceptés pleinement en Catalogne, en Catalogne Nord, dans les îles Baléares et en Andorre. Dans la Communauté valencienne, ce rôle est joué par l'Académie valencienne de la langue. Dans la Frange d'Aragon, ces normes sont acceptés de facto, faute de statut officiel de la langue catalane dans ce territoire.
Parmi les principales publications, on doit citer le Diccionari català-valencià-balear publié en 1962 et le Diccionari de la llengua Catalana de l'IEC publié en 1995. Et parmi ses membres, on peut citer Josep Carner, Àngel Guimerà ou Joan Maragall.

## Organisation et moyens
Pour réaliser ces tâches, la section philologique s'est structurée en six commissions : la commission de lexicographie, la commission d'onomastique, la commission de grammaire, la commission du catalan standard, la commission de transcription et de translittération des noms propres et la commission des publications. En outre, la section s'appuie sur les bureaux de lexicographie (Oficines Lexicogràfiques), le bureau d'onomastique (Oficina d’Onomàstica), le bureau de grammaire (Oficina de Gramàtica) et le bureau de normalisation linguistique (Oficina d’Assessorament Lingüístic).
Plusieurs sociétés filiales dépendent de la Section philologique : la Société catalane d'études classiques (ca), la Société catalane de langue et littérature (ca), l'Association des sociolinguistes de langue catalane (ca) et la Société catalane de terminologie.
Sa présidente actuelle est Maria Teresa Cabré et la vice-présidente est Mariàngela Vilallonga.

## Présidents et vice-présidents

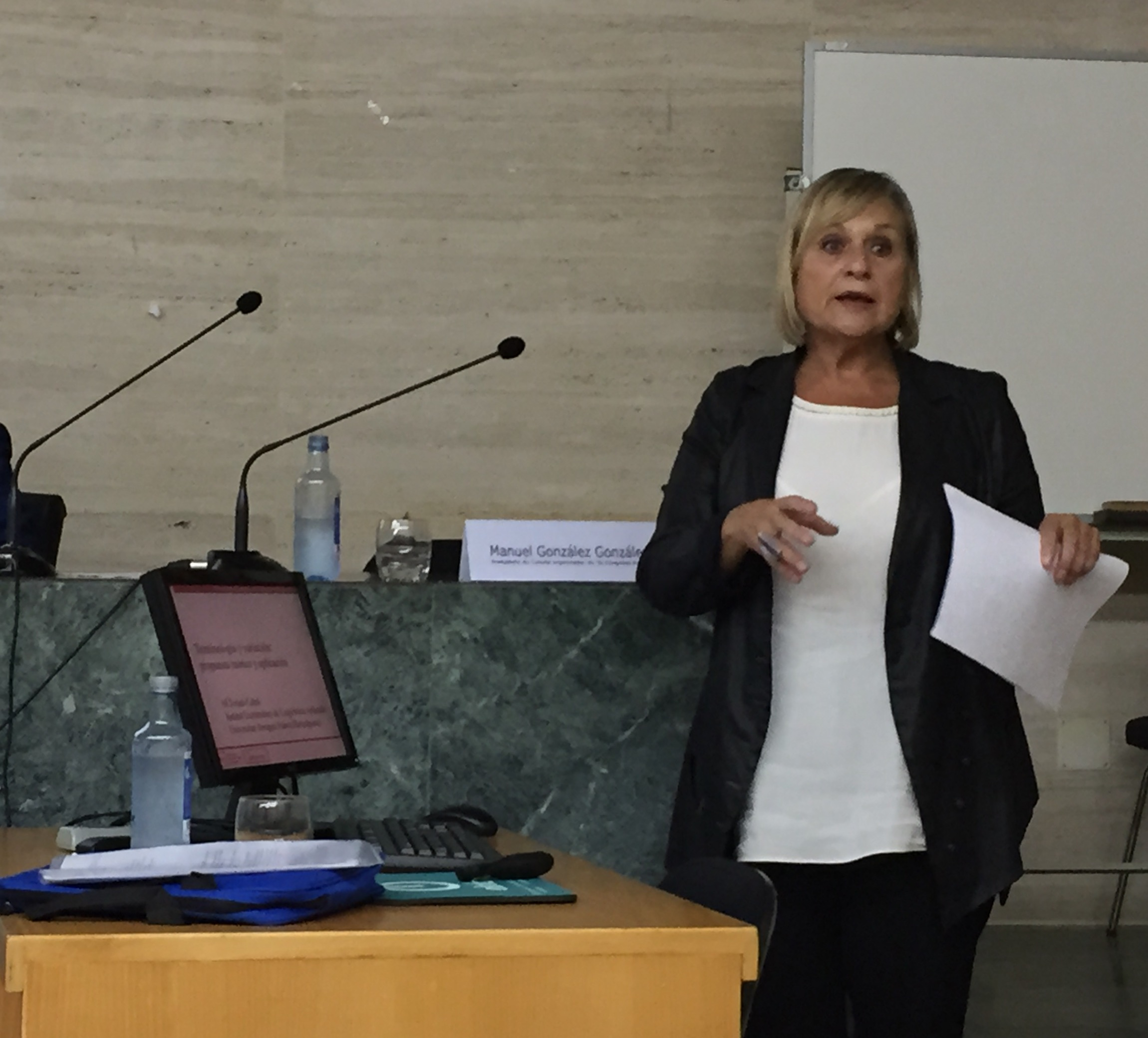
Maria Teresa Cabré, présidente de la section philologique entre 2014 et 2021.

- Antoni Maria Alcover (1911-1917), premier président.
- Pompeu Fabra (1917-1948), président (membre fondateur de la section).
- Pere Bohigas (ca) (1962-1989), président.
- Antoni Maria Badia i Margarit (1989-1995), président.
  - Josep Maria Llompart (1990-1992), vice-président.
  - Joan Veny (1992-1998), vice-président.
- Joan Albert Argenter (ca) (1995-2002), président.
  - Maria Àngels Anglada (1998-1999), vice-présidente.
  - Joaquim Mallafrè (ca) (1999-2002), vice-président.
- Joan Martí i Castell (ca) (2002-2010), président.
  - Francesc Vallverdú (2002-2006), vice-président.
  - Isidor Marí (ca) (2006-2010), vice-président.
- Isidor Marí (ca) (2010-2014), président.
  - Gemma Rigau (ca) (2010-2014), vice-présidente.
- Maria Teresa Cabré (2014-2021), présidente.
  - Mariàngela Vilallonga (2014-2017), vice-présidente.
  - Ramon Sistac (ca) (2017-2021), vice-président.
- Ramon Sistac (ca) (2021-2021), président.
- Nicolau Dols (ca) (depuis 2021), président.
  - Mila Segarra (ca) (depuis 2021), vice-présidente.

## Publications

### Ouvrages
- 1913 : Normes ortogràfiques
- 1917 : Diccionari Ortogràfic
- 1932 : Diccionari General de la Llengua Catalana
- 1962 : Diccionari català-valencià-balear
- 1995 : Diccionari de la llengua Catalana de l'IEC
- 2001-2014 : Atles lingüístic del domini català (ca)[5]

### Estudis Romànics
La revue Estudis Romànics est éditée par la Section philologique. Elle a été fondée en 1947 par Ramon Aramon qui l'a dirigé jusqu'en 1986. Elle a été dirigée de 2000 à 2014 par Antoni Maria Badia i Margarit avec l'aide depuis 2003 de Joan Veny comme codirecteur. Depuis 2014, Joan Veny en est le seul directeur.
C'est une revue scientifique, ouverte à la recherche internationale, sur les thèmes linguistiques, philologiques et littéraires relatifs aux langues et littératures romanes, sans limite chronologique, avec une attention particulière aux territoires de langue catalane.

### Sources et bibliographie
- (fr) La Secció Filològica, Institut d'Estudis Catalans, 2011, 2 p. (lire en ligne) [PDF]
- (ca) Magí Camps, « 100 anys d'ortografia : El 24 de gener del 1913 es va publicar la normativa que volia posar fi a decennis de disputes sobre com escriure en català », La Vanguardia,‎ 3 février 2013 (lire en ligne, consulté le 14 juillet 2017)
- (ca) « Publicació de les Normes ortogràfiques (janvier 2013) » [archive du 24 septembre 2017], sur presidencia.gencat.cat, Departament de la Presidència de la Généralité de Catalogne, 22 mai 2013 (consulté le 13 juillet 2017)